# Herman Brag
Axel Herman Teodor Brag, född 1 april 1860 i Kalmar, död 3 januari 1936, var en svensk operasångare (bas).
Brag studerade vid Uppsala universitet 1879–84, sedermera sång under Stockhausen i Frankfurt 1886 och Lamperti i Milano 1890 samt var två år engagerad vid tyska operascener, innan han 1891 anställdes vid Kungliga Operan i Stockholm, där hans första roll var Plumkett i Martha.
Bland hans övriga partier kan nämnas Falstaff i Muntra fruarna i Windsor, Baskir i Lalla Rookh, Gil Perez i Svarta dominon, Gigoti i Diamantkorset, Don Pasquale och Schahabaham i I Marokko. Han tog han engagemang i Dresden 1898, och 1903 började han som operasångare och regissör vid hovoperan i Stuttgart.
Efter ett års anställning i Stuttgart blev han bofast i Berlin, gästspelade vid hovoperan där och i New York, verkade som sånglärare i Berlin och vid Lilli Lehmanns Mozartkurser i Salzburg. Han flyttade till Stockholm 1918 för att arbeta som sånglärare.
Brag var gift med Ida Brag.